# Контаминација тла
Контаминација тла или загађење земљишта 
изазвано присуством ксенобиотика хемикалија или других промена у природним животним срединама земљишта, обично услед индустријских активности, пољопривредних хемикалија или неправилног одлагања
отпада. Најчешћи хемикалије које су укључене су нафтни угљоводоници, полинуклеарних ароматични угљоводоници (као што су
нафталин и бензо (а) пирена), растварачи, пестицида, олова и других тешких метала. Загађење је у корелацији са степеном 
индустријализације и интензитета употребе хемијских препарата.

## Узроци
Загађење земљишта може бити изазвано:
- Применом пестицида и ђубрива
- Рударством[3]
- Истоваром уља и горива
- Одлагањем угљеног пепела
- Одводњавање контаминираног површинских вода у тло
- Пражњењем мокраће и фекалија на отвореном простору

## Здравствени ефекти
Запрљано или загађено земљиште директно утиче на здравље људи кроз директан контакт са земљом или путем удисања земљишта загађивача који су испарили, потенцијално веће претње се постављају инфилтрацијом загађености земљишта у подземне воде се користи за људску исхрану.

## Смањење контаминације тла
Смањење контаминације тла најчешће се анализирати научници који користе теренско мерење земљишта хемикалија и примењују модела
рачунара за анализу саобраћаја и судбина земљишта хемикалија. Постоји неколико главних стратегија за ремедијацију:
- Ископавање тла и однесите га на депонију од готових путева
- Вађење подземне воде или паре тла са активним електромеханичким системом
- Фиторемедијација, (као што је врба) за издвајање тешких метала итд.